# Подоляни (Вадовицький повіт)
Подоляни (пол. Podolany) — село в Польщі, у гміні Кальварія-Зебжидовська Вадовицького повіту Малопольського воєводства. Населення — 357 осіб (2011).
У 1975—1998 роках село належало до Бельського воєводства.

## Демографія
Демографічна структура станом на 31 березня 2011 року:
|          | Загалом | Допрацездатний вік | Працездатний вік | Постпрацездатний вік |
| -------- | ------- | ------------------ | ---------------- | -------------------- |
| Чоловіки | 177     | 35                 | 127              | 15                   |
| Жінки    | 180     | 45                 | 98               | 37                   |
| Разом    | 357     | 80                 | 225              | 52                   |